# 弗龙特
弗龙特（意大利语：Front），是意大利北部皮埃蒙特大区都灵省的一个市镇。总面积10.6平方公里，总人口1753，人口密度165.4人/平方公里（2010年12月31日）。